# Shen Quan
Shen Quan (en chino simplificado, 沈铨; 1682–1760) fue un pintor chino durante la dinastía Qing (1644–1912). Su nombre cortesano fue Nanpin (南蘋) y también fue llamado Hengzhai (衡斎). Sus trabajos influenciaron el arte de Japón durante el periodo Edo y fue precedente de la escuela Nanpin.

## Biografía
Shen nació en Deqing, en la provincia de Zhejiang. Se especializó en la pintura de pájaros y flores, y fue influenciado por Bian Jingzhao y Lü Ji. Sus obras fueron pintadas en un estilo muy realista y tuvo una gran cantidad de estudiantes y patrocinadores.
Shen fue invitado a Japón por un alto funcionario. Llegó a Nagasaki durante el último mes de 1731 con dos estudiantes, adquiriendo muchos aprendices japoneses después de su llegada. Sus pinturas pronto se hicieron populares, y tras su regreso a China en 1733, continuó enviando pinturas al país nipón. Shen tuvo muchos alumnos mientras estuvo en Japón; el más importante fue Kumashiro Yūhi, quien a su vez enseñó a Sō Shiseki y a Kakutei. Otros artistas influenciados por Shen fueron Katsushika Hokusai, Maruyama Ōkyo y Ganku.

## Estilo

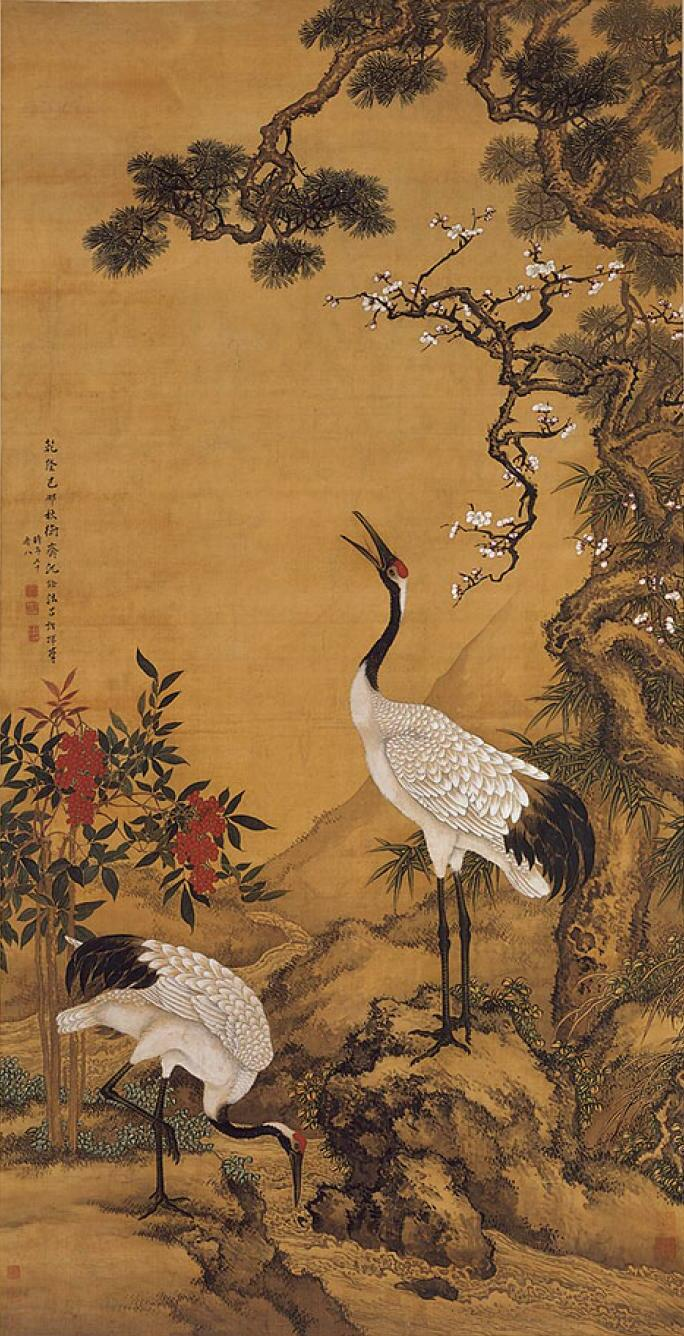
Pino, Ciruelo y Grullas, 1759

El estilo pictórico de Shen Nanping y su escuela es fruto de una investigación artística. En sus pinturas, la flora y la fauna no son solo "realistas", sino que están diseñados tal como aparecen en los tratados chinos y europeos. Los tratados chinos y occidentales sobre ciencias naturales podrían haber jugado un papel clave en la difusión del conocimiento sobre temas como botánica, zoología y mineralogía. Estas imágenes que aparecen en tratados podrían haber inspirado a los artistas a elegir y crear nuevas representaciones de aves y flores. Por eso, el estudioso Meccarelli ha denominado a su estilo “pintura decorativa de flora y fauna”.